# Margem (geografia)

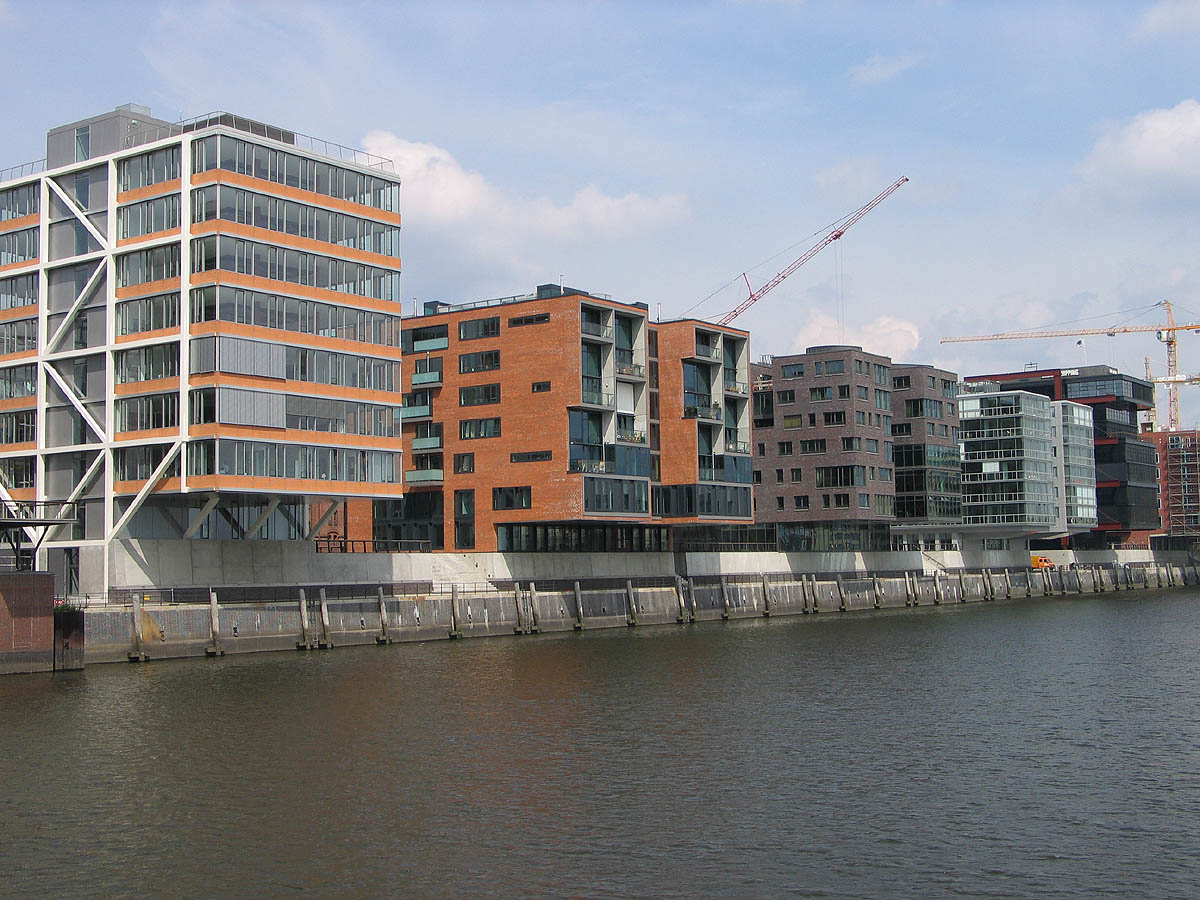
Margem em Hamburgo, na Alemanha.

Margem é um termo utilizado em geografia para designar o local onde a água se encontra com a terra.
Costuma-se empregar este termo em referência à beirada da água de um rio, do mar, de uma lagoa, de um lago com terra, embora a margem possa encontrar-se com pedras, com obras da engenharia, com trapiches, etc.
As margens de um rio são classificadas de "margem direita" e "margem esquerda", segundo o lado do rio em que se encontram, para quem se desloca no sentido da corrente, isto é, da nascente para a foz.